# Макрохении
Макрохениите (Macrauchenia) са изчезнал род Бозайници на семейство макрохениеви, обитавали равнините и платата на Южна Америка. Въпреки че наподобяват безгърба камила с къс хобот, те не са близкородствени нито с камилите, нито с хоботните бозайници. Височината им е била около 3 метра, а теглото около 1000 - 1500 кг. Подобно на почти всички плацентни бозайници в Южна Америка и макрохениите са дошли тук от Северна Америка преди 3 милиона години, когато двата континента се свързали сухоземно в района на Панамският провлак. Най-старите вкаменелости датират от преди около 7 милиона години, а М. patachonica изчезва в края на плейстоцена, преди около 20 хиляди години. Причина за изчезването на това животно вероятно са масовите епидемии, предизвикани от засушаването на Южна Америка, довело до голяма смъртност сред мегафауната на континента по време на последния ледников период. М. patachonica е най-известният член на семейството Macraucheniidae, и е известен само от находки в Южна Америка, предимно от формацията Lujan в Аржентина. Оригиналният екземпляр е открит от Чарлз Дарвин по време на пътуването на „Бийгъл“.

## Начин на живот и хранене
Макрохенията е била тревопасно животно, вероятно хранещо се с листа от дървета и треви. Анализа на въглеродните изотопи на зъбния емайл, размера на тялото и относителна широчина на муцуната предполагат, че тя се е хранила съчетавайки късане на листа и паша на треви. Учените смятат, че поради формата на зъбите си, Макрохенията е ядяла с хобота си, като е захващала листа и друга храна. Също така вярват, че тя е живяла на стада, както съвременните антилопи, предпазвайки се по-добре така от хищници.